# Pouchel
Le Pouchel est un appareil volant ultra-rapide et léger motorisé (NTM) dont les plans et kit sont distribués par l'APEV (Association pour la Promotion des Échelles Volantes)

## Historique
Le Pouchel I a été conçu en 1997, par l'ingénieur français Daniel Dalby, avec des échelles classiques du commerce. Il a effectué son premier vol en 1999. En 2002, le fabricant d'échelles, affolé par l'ampleur du mouvement Pouchel, décide d'interdire leur utilisation pour la fabrication de nouveaux ultra-légers. De ce repli est né le Pouchel II, plus moderne, et dont les échelles sont fabriquées par le constructeur amateur grâce à des profilés.
Aujourd'hui, le Pouchel le plus abouti est le Pouchel Light qui peut avoir une masse à vide de moins de 100 kg.
En 2009, l'Association pour la Promotion des Échelles Volantes a fait voler le Pouchelec, un Pouchel électrique motorisé par un moteur de 12 kW ainsi que la Demoichelle.

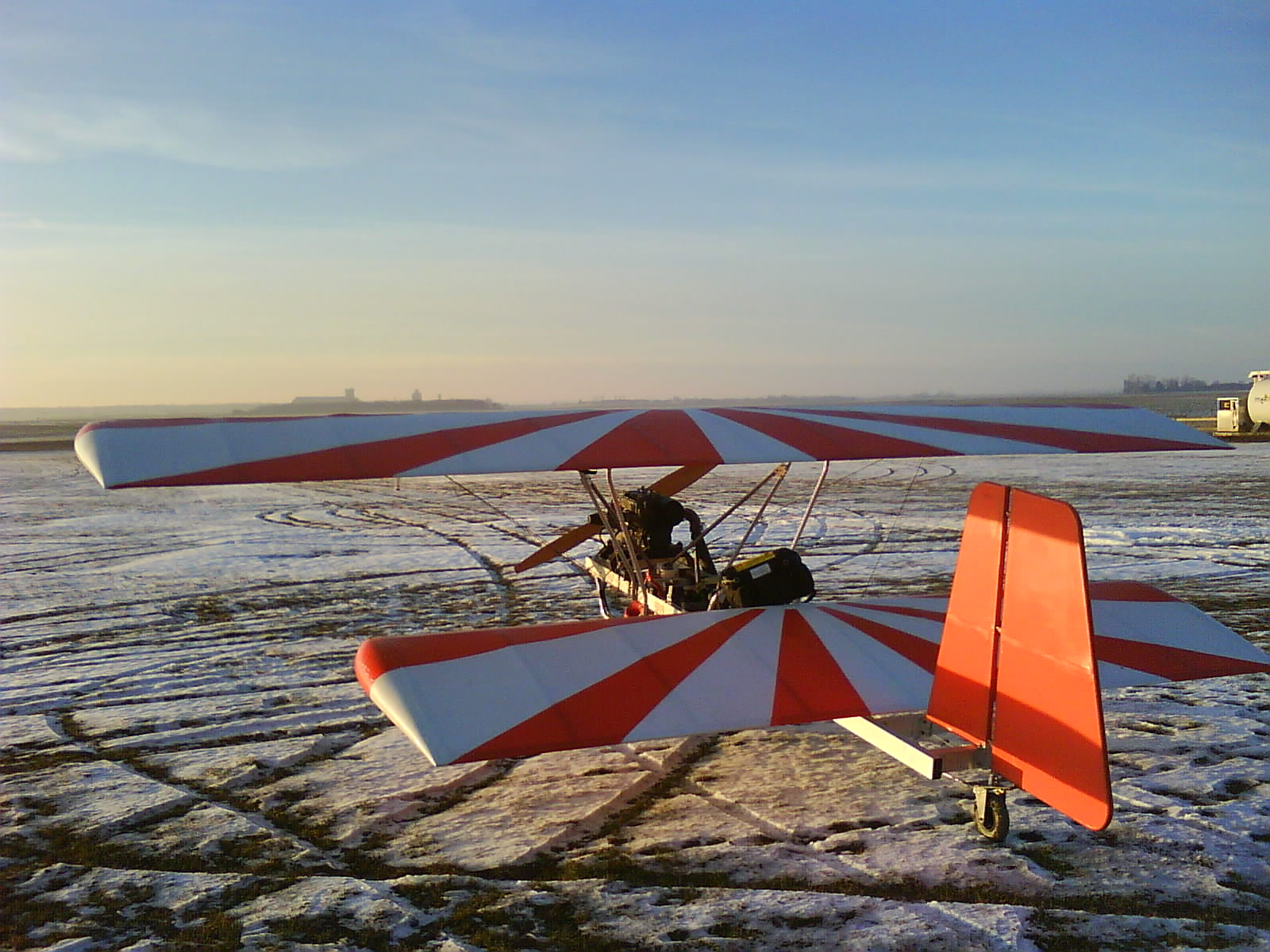
Un Pouchel II après une chute de neige.

## Description
Le Pouchel est un monoplace de formule Pou du ciel et présente la particularité d'être construit avec une structure équivalente à celle d'une échelle. La machine est disponible en kit ou sur plans grâce à l'APEV, l'Association pour la Promotion des Échelles Volantes.
La machine est généralement motorisée grâce à un Rotax 447 d'une puissance de 40 chevaux. Toutefois, comme toute machine de construction amateur, il existe de nombreuses autres motorisations.

## Versions

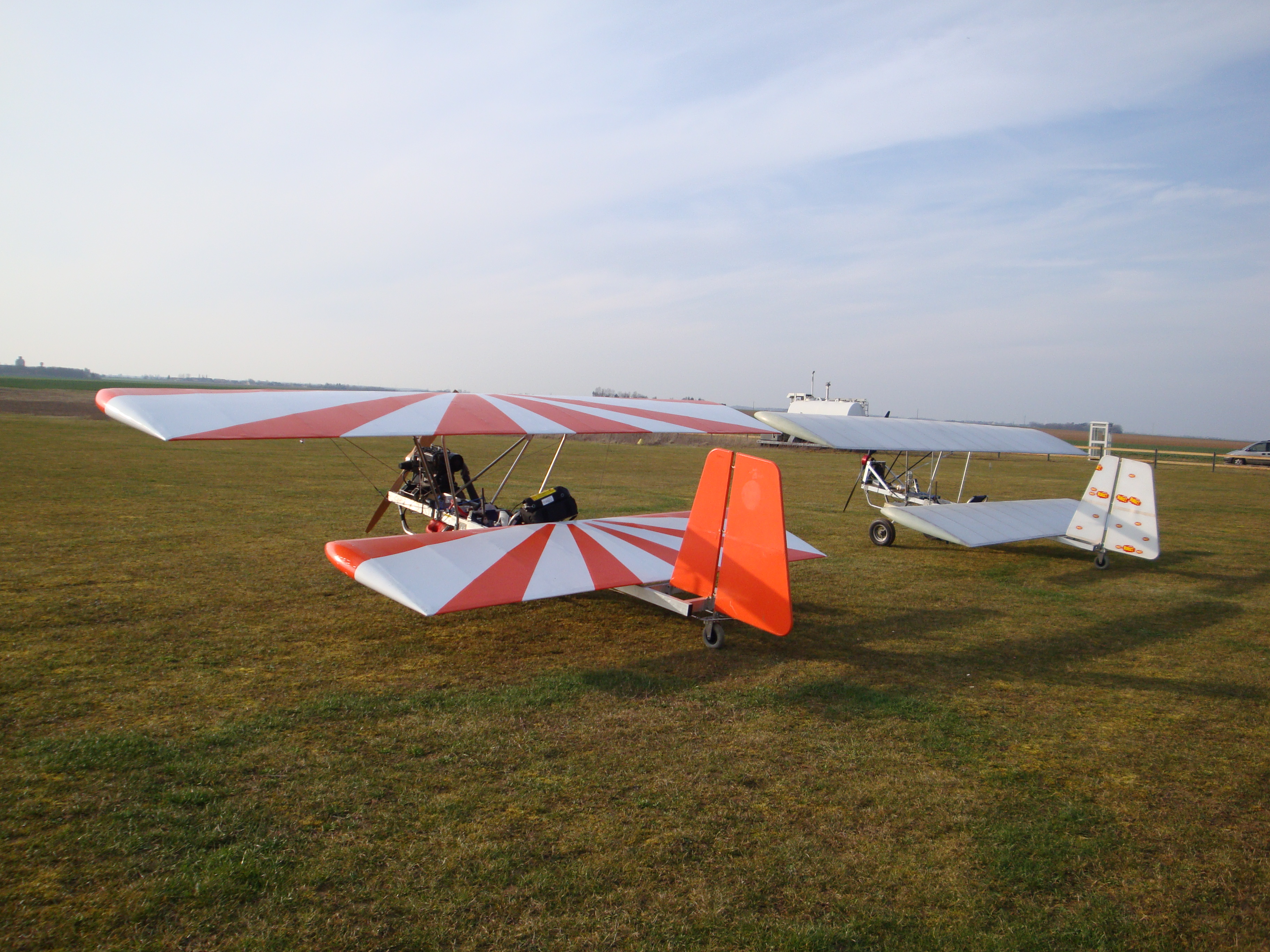
Pouchel II et Pouchelec.

Il existe de très nombreuses versions de l'appareil :
- le Bipouchel, biplace en tandem ;
- l'HydroPouchel, le Pouchel hydravion, encore au stade de prototype ;
- le Pouchel Classic avec un fuselage en bois ;
- le Pouchelec à motorisation électrique, également au stade de prototype.